# Steg (Steg-Hohtenn)
Steg (toponimo tedesco) è una frazione di 1 320 abitanti del comune svizzero di Steg-Hohtenn, nel Canton Vallese (distretto di Raron Occidentale).

## Storia

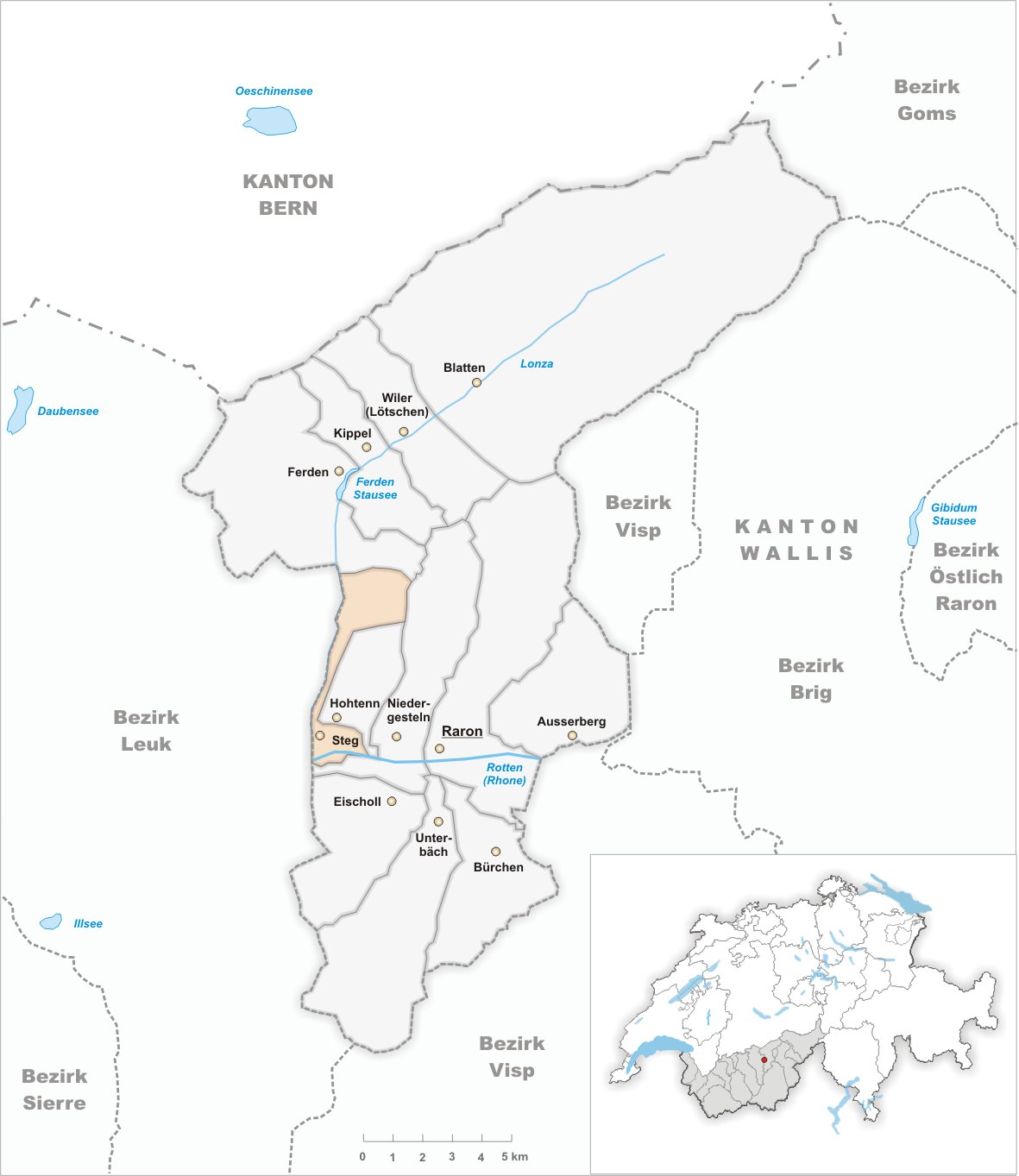
Il territorio del comune di Steg prima degli accorpamenti comunali del 2009

Già comune autonomo che si estendeva per 7,15 km², nel 2009 è stato accorpato all'altro comune soppresso di Hohtenn per formare il nuovo comune di Steg-Hohtenn, del quale Steg è il capoluogo.

## Monumenti e luoghi d'interesse

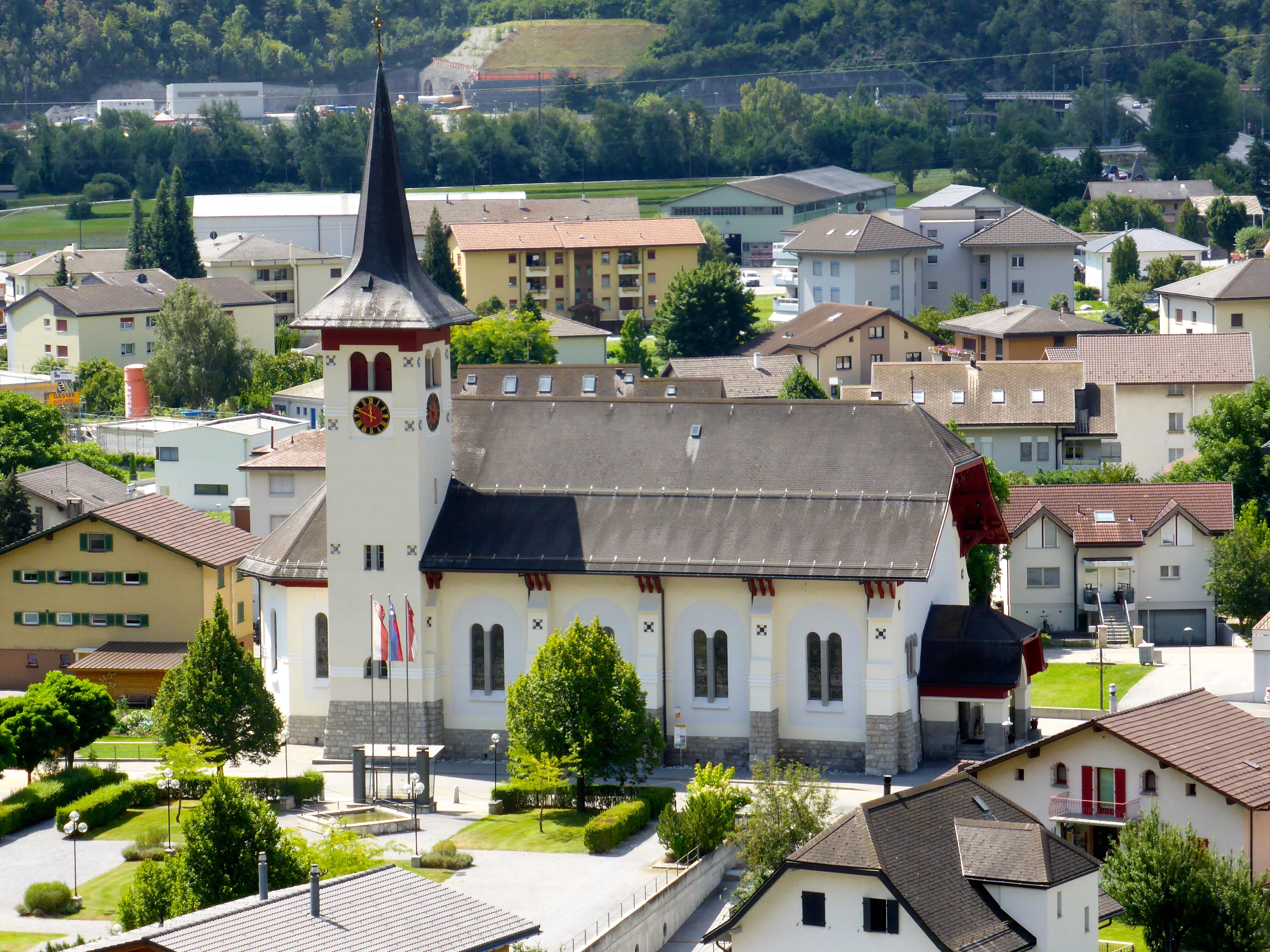
La chiesa della Sacra Famiglia

- Chiesa parrocchiale cattolica della Sacra Famiglia, eretta nel 1913-1914[1].

## Società

### Evoluzione demografica
L'evoluzione demografica è riportata nella seguente tabella:
Abitanti censiti

## Amministrazione
Ogni famiglia originaria del luogo fa parte del cosiddetto comune patriziale e ha la responsabilità della manutenzione di ogni bene ricadente all'interno dei confini della frazione.